# Parafia św. Maksymiliana Marii Kolbego w Krzywej Wsi
Parafia św. Maksymiliana Marii Kolbego w Krzywej Wsi − parafia rzymskokatolicka znajdująca się w diecezji rzeszowskiej w dekanacie Sokołów Małopolski. 
Erygowana w 1988 roku.